# Køng Sogn (Vordingborg Kommune)
Køng Sogn 
ist eine Kirchspielsgemeinde (dän.: Sogn)
im Süden der Insel Sjælland im südlichen Dänemark.
Bis 1970 gehörte sie zur Harde Hammer Herred im damaligen Præstø Amt, danach zur Vordingborg Kommune im Storstrøms Amt, die im Zuge der  Kommunalreform zum 1. Januar 2007 in der „neuen“ Vordingborg Kommune in der Region Sjælland aufgegangen ist.
Im Kirchspiel leben 1264 Einwohner, davon 924 im Kirchdorf (Stand: 1. Januar 2023).
Im Kirchspiel liegt die Kirche „Køng Kirke“.
Am 1. Oktober 2010 wurde der ehemalige Kirchenbezirk Svinø Kirkedistrikt im Nordwesten des Køng Sogn mit der Abschaffung der dänischen Kirchenbezirke ein selbständiges Sogn Svinø Sogn.
Nachbargemeinden sind im Westen Svinø Sogn, im Südosten Sværdborg Sogn und im Osten Lundby Sogn, ferner in der nördlich benachbarten Næstved Kommune Hammer Sogn.